# Old Man Luedecke

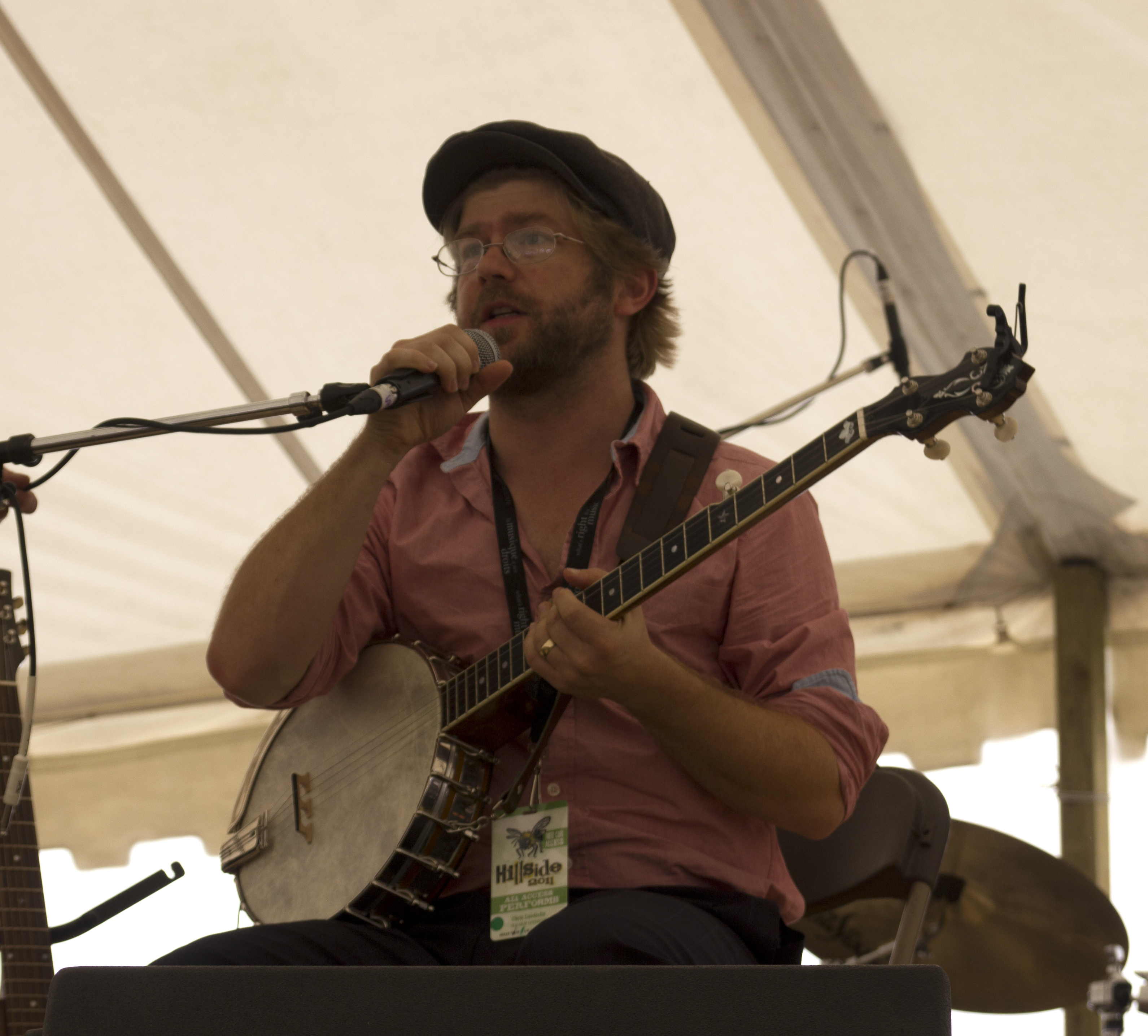
Old Man Luedecke

Old Man Luedecke, Geburtsname Chris Luedecke (* im 20. Jahrhundert in Toronto, Ontario, Kanada), ist der Künstlername eines kanadischen Liedermachers und Banjospielers.

## Leben und Wirken
Luedecke hat bereits in der Kindheit Gedichte geschrieben. An der Universität studierte er Literatur, bevor er mit 22 Jahren das Banjo entdeckte und begann, Lieder zu schreiben. Er wurde durch seine Interpretationen und Eigenkompositionen im Bereich der Folk Music und der alternativen Country Music bekannt. Er arbeitete bisher mit Künstlern wie Christine Fellows, Kim Barlow und Dell Barber zusammen. Seine jetzige Heimat ist Chester (Nova Scotia), wo er mit Frau und den gemeinsamen Zwillings-Mädchen wohnt.
Luedeckes CD mit dem Titel Proof of Love aus dem Jahre 2008 gewann 2009 den kanadischen Juno Award in der Sparte Traditional Folk Soloalbum of the Year. Zwei Jahre später erhielt er bei den Juno Awards 2011 den Juno in der Kategorie Roots & Traditional Album of the Year – Solo für My Hands Are on Fire and Other Love Songs.
Sein Album Tender Is the Night wurde in The Butcher Shoppe in Nashville, Tennessee in den USA aufgenommen. 2014 legte er mit Ruth Moody die Single Far and Wide / Brightest on the Heart vor. Weitere Alben folgten; Domestic Eccentric wurde ebenso wie Tender Is the Night für einen Juno nominiert.

## Diskographie
- 2003: Mole in the Ground.
- 2006: Hinterland.
- 2008: Proof of Love.
- 2010: My Hands Are on Fire and Other Love Songs.
- 2012: Tender Is the Night.[2]
- 2014: I Never Sang Before I Met You (EP)
- 2015: Domestic Eccentric
- 2018: One Night Only! Live at the Chester Playhouse
- 2019: Easy Money[3]